# 中希臘大區
中希臘大區（羅馬化：Periféreia Stereás Elládas）是希臘的13個大區之一。该大区占据中希腊传统地区的东半部，包括埃维亚岛。大区首府为拉彌亞。面積15,549平方公里，人口数量为505,269人（2021年）。

## 行政
中希腊大区设立于1987年的行政改革中。根据2010年卡利克拉提斯方案，大区的权力和职责完全重新定义并扩大。跟色萨利大区一道，中希腊大区受到驻地在拉里萨的色萨利和中希腊权力下放管理局监督。中希腊大区下分为5个专区（对应原州份）：维奥蒂亚专区、埃维亚专区、埃夫里塔尼亚专区、福基斯专区、弗西奥蒂斯专区。这些专区并进一步下分为25个市镇。